# Крейг, Уильям
Профессор Уильям Крейг, PhD (13 ноября 1918 — 13 января 2016) — американский философ, математик, всемирно известный логик. Ученик американского философа и логика, профессора Гарварда, Уилларда Ван Ормана Куайна. В 1957 году доказал теорему интерполяции Крейга, названную в его честь. Его основной вклад в логику был в областях теории доказательств, теории моделей, комбинаторики и алгебраической логики. Кроме двух основных статей по интерполяционной теореме Крейга, опубликованных в 1957 году в Журнале символической логики, профессор Крейг был автором многих статей по математической логике и двух книг:
- «Логика в алгебраической форме: три языка и теории» (1974)[3]
- «Полугруппы логики первого порядка» (2006)[4].

## Биография
Родился в Нюрнберге (Германия). Там он обучался в гимназии до 1937 года, после чего эмигрировал в Соединенные Штаты. В 1940 году оканчивает Корнеллский университет, получив степень бакалавра области философии и физики. В 1940—1941 годах работал в Калифорнийском университете в Беркли. Во время Второй мировой войны в армии США, с 1941 по 1945 годы.
В последующие годы занимается научной работой в университетах США и Европы.
- 1946—1948 Гарвардский университет
- 1948—1949 Швейцарский федеральный технологический институт
- 1949—1950 Принстонский университет

В 1951 году получает степень доктора философии в философии за диссертацией под руководством Уилларда Ван Орман Куайна. В том же году У.Крейг становится ассистентом преподавателя математики в Университете штата Пенсильвания. Затем получает должности помощника профессора математики (1952—1957) и доцента (1957—1961).
В 1960—1961 годах он возвращается в Калифорнийский университет в Беркли в качестве профессора философии.
В 1961 году становится президентом Ассоциации символической логики.
В 1959—1961 годах — президент Тихоокеанского отдела Американской философской ассоциации.
В 1989 году выходит на пенсию, не оставляя научной работы в области логики.

## Статьи
1. Craig W. On axiomatizability within a system //The journal of Symbolic logic. — 1953. — Т. 18. — №. 01. — С. 30-32.
2. Craig W. Linear reasoning. A new form of the Herbrand-Gentzen theorem //The Journal of Symbolic Logic. — 1957. — Т. 22. — №. 03. — С. 250—268.
3. Curry, H. B., Feys, R., Craig, W., & Craig, W. (1958). Combinatory logic, vol. 1. North-Holland Publ..
4. Curry H. B., Feys R., Craig W. Combinatory logic, volume I. — 1959.
5. Curry, H. B., Feys, R., Craig, W., Hindley, J. R., & Seldin, J. P. (1972). Combinatory logic
6. Craig W. Logic in Algebraic Form. Three Languages and Theories. — 1974.